# Садиба Парквуд
43°54′16″ пн. ш. 78°52′05″ зх. д. / 43.9044° пн. ш. 78.8681° зх. д.
Садиба Парквуд — національний історичний об'єкт з 1989 року, розташований в канадському місті Ошава, провінція Онтаріо. Там була резиденція Семюеля Маклафліна (засновника General Motors в Канаді) і домівка для сім'ї Маклафліна з 1917 по 1972 рік.

## Історія садиби
Резиденцію спроектували Дарлінг і Пірсон, відома архітектурна фірма в Торонто, будівництво розпочалося в 1916 році. Архітектурний, ландшафтний та інтер'єрний дизайн Парквуда заснований на 1920-х і 1930-х. Є рідкісним збереженим прикладом типу садиби, розробленої в Канаді в міжвоєнні роки.
Парквуд був будинком Маклафлін з 1917 по 1972 рік. У 1989 році уряд призначив його Національним історичним об'єктом, і він був відкритий для громадськості. Цього ж року Р. С. Маклафлін був визнаний національною історичною особою.

### Інтер'єр
Інтер'єри в Парквуді представляють дизайн початку 20 століття і містять предмети домашнього вжитку, книги, фотографії та пам'ятні вироби, твори мистецтва та трофеї. До фресок належать роботи канадських художників Фредеріка Челленера та Фредеріка Хейнса . Декорації мають архітектурне оздоблення з різьбленого дерева та гіпсу, та приховані панелі і сходи.
В маєтку 55 кімнат площею 1400 кв.м, включаючи підвал та кімнати для слуг на третьому поверсі.

## Сади
Сім'я Маклафлінів виявляла інтерес до садівництва та озеленення, про що свідчать одинадцять оранжерей та персонал з 24 садівників. Маклафлін шукав найкращі таланти, доступні для створення численних садів його маєтку.
Сади Парквуда нагадують великі сади Англії та Європи в дусі 20 століття. Значна частина ландшафтного дизайну черпає натхнення в садово-парковому дизайні англійського мистецтва та ремесел. Стиль вимагав високого ступеня офіційності біля будинку, включаючи широкий простор бездоганного газону.
Периметри включали щільні лісові межі та кедрові живоплоти для поділу ландшафту на офіційні садові простори, зони відпочинку та фермерські площі для вирощування квітів, фруктів та овочів. Живі огорожі служили для запобігання огляду ландшафту і доповнювались садовими воротами.
Невдовзі після того, як сім'я оселилася в 1917 році, дизайнери ландшафтів Harries & Hall зайнялися розробкою обстановки для особняка. Вони пов'язали кожну головну кімнату будинку з терасою чи садовим майданчиком та з прекрасним лісистим парком. Команда дизайнерів створила вражаючі «садові кімнати» на відкритому повітрі, включаючи Італійський сад, Сонячний годинник, Літній будинок та Затонулий сад. Вони також вдосконалили Південну терасу та спроектували хитромудру решітчасту огорожу для тенісного корту та Італійського саду.
Останнє з основних доповнень садів відбулося між 1935—1936 рр., тоді архітектор Джон Лайл доручив створити Формальний сад. Лайл був нагороджений бронзовою медаллю від Королівського архітектурного інституту Канади за цей дизайн. Сад площею 2 акри виконаний у сучасному мистецькому стилі.
Сади пов'язані за тематикою та функціями із парниковим комплексом Парквуд. Три теплиці використовуються для виробництва рослинних матеріалів. У теплицях представлені пальми, орхідеї та тропічні рослини, в них знаходяться Японський сад та Теплична чайна. Сьогодні сади Парквуда були відновлені, щоб показати, як вони з'явилися в 1930-х роках.

## Зйомки
Краса і історія Парквуда є фоном для кінофільмів та підготовки професійних фотографій. Це одне з найпопулярніших місць для зйомок локацій, організоване корпорацією розвитку медіа провінції Онтаріо.
Серед акторів, яких знімали в Парквуді, Едрієн Броуді, Брендан Фрейзер, Дрю Беррімор, Том Круз, Бред Пітт, Кетлін Тернер, Адам Сендлер, Г'ю Лорі, Бен Аффлек, Люсі Лью, Тоні Шалуб, Алан Алда, Морін Степлтон, Пітер Галлагер, Даян Лейн, Джеймс Гарнер, Пітер О'Тул, Джеремі Айронс, Анджела Ленсбері, Боб Госкінс, Джейн Сеймур, Ширлі Маклейн, Річард Гір, Гіларі Свенк, Юен Мак-Грегор, Джекі Чан, Пітер Фонда, Джуліанн Мур, Вуді Гаррельсон, Лора Дерн, Кет Деннінгс, Антон Єлчин та власний канадський Крістофер Пламмер, Пол Гросс, Енн-Марі Макдональд, Колм Феоре, Майк Маєрс, Яннік Біссон, Дейв Фолі та інші.